# Joseph Henri Mensier
Joseph Henri Mensier, né le 2 février 1829 à Paris 4e et mort le 23 avril 1917 à Boulogne, est un général français.

## Biographie
Né le 2 février 1829 à Paris, il est fils d'un mécanicien, Honoré François Joseph Mensier, et de Henriette Alexis Pihet, et fait ses études au lycée Charlemagne. Il entre à l'École polytechnique comme élève boursier dans la promotion de 1849. Sorti classé 47e sur 99 élèves, il intègre le corps des officiers du Génie militaire.
Après avoir servi à Alger, il participe à la Guerre franco-prussienne de 1870 comme capitaine du génie du 3e corps. Promu chef de bataillon et employé à Paris au dépôt des fortifications après la guerre, il dépose comme témoin au procès du maréchal Bazaine.
Promu lieutenant-colonel, il occupe le poste de confiance de secrétaire du Comité consultatif des fortifications.

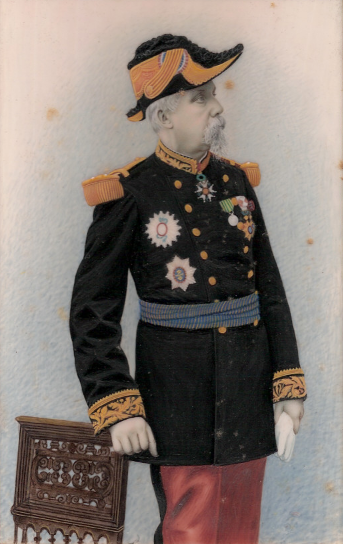
Photographie du général coloriée à la main

Colonel directeur du génie à Nancy de 1881 à 1884, il passe ensuite nominalement chef de corps du 1er régiment du génie à Versailles jusqu'en 1885, mais exerce en fait les fonctions de directeur du génie au Tonkin durant cette période.
Il est élevé au grade de général de brigade le 20 mars 1886 et commande la brigade d'occupation stationnée à Bac-Ninh au Tonkin.
Considéré comme un officier républicain, il est nommé directeur du Génie au ministère de la Guerre le 11 juillet 1887 et promu général de division le 26 octobre 1890. Il est cité à cette époque comme un « officier exact et travailleur » par son supérieur le général Alexandre Segretain (d) , alors président du Comité technique du Génie. Atteint par la limite d'âge, Mensier quitte le service actif en 1894.
C'est grâce à son entremise que Clément Ader peut rencontrer le ministre Charles de Freycinet, qui décide de financer ses expérimentations aériennes sur des fonds secrets. Mais les essais de vol menés par l'ingénieur à Satory en octobre 1897 en présence de Mensier sont si peu concluants qu'un rapport défavorable de celui-ci conduit à l'arrêt des crédits militaires. Ce document est fréquemment évoqué comme preuve par les historiens pour contester à Ader le titre de premier homme volant.
Il entre au conseil de l'Ordre de la Légion d'honneur en 1901. Lors de la réintégration d'Alfred Dreyfus dans l'armée en 1906, le général Mensier siège lors de la séance qui approuve la nomination de l'officier réhabilité au grade de chevalier de la Légion d'honneur. Durant cette réunion, il déclare qu'il s'agit d'« une juste réparation vis-à-vis d'un soldat qui a enduré un martyre sans pareil ».
Le général Mensier était Grand Officier de la Légion d'honneur depuis le 28 septembre 1893.
Domicilié à Boulogne-sur-Seine en 1908, il meurt en 1917. Il est inhumé au cimetière du Père-Lachaise (10e division).

## Source
- Qui êtes-vous ? Annuaire des contemporains 1908 (Paris, Librairie Delagrave) p. 338.